# William Huntington Russell

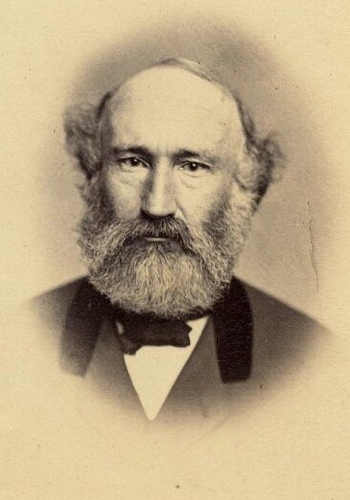
William Huntington Russell

William Huntington Russell (* 12. August 1809; † 19. Mai 1885) war ein US-amerikanischer Arzt und zusammen mit Alphonso Taft Begründer der Yale-Geheimgesellschaft Skull & Bones.
Russell stammte aus einer Familie, die durch Opiumhandel im Kaiserreich China zu Macht und Wohlstand gekommen war. 1831/32 studierte er in Deutschland, in einer Zeit, als die Ideen des Philosophen Hegel Einzug ins Bildungssystem hielten. Nach seiner Rückkehr 1832 gründete Russell zusammen mit 13 anderen Yale-Absolventen die Geheimgesellschaft Skull & Bones.
Er heiratete 1836 Marry Hubbard. Russell wurde Doktor der Medizin und leitete später das Collegiate and Commercial Institute in New Haven, der Heimstätte der Yale-Universität. Das Ziel des Instituts bestand darin, „jungen Menschen bereits in jungen Jahren Sicherheit zu bieten und so früh wie möglich eine fundierte Erziehung englischen Stils zukommen zu lassen.“ Dies sollte als Basis dazu dienen, eine möglichst genaue Vorbereitung auf die spätere College-Laufbahn und das Geschäftsleben zu bieten.